# Алфред Домет
Алфред Домет (енгл. Alfred Domett; 20. мај 1811 — 2. новембар 1887) је био енглески колонијални политичар у Новом Зеланду и песник. Био је 4. премијер Новог Зеланда од 1862. до 1863.
Уписао је Колеџ, али га је напустио 1833.
Објавио је две збирке песама 1833. 
Алфред Домет је 1842. године емигрирао на Нови Зеланд где је обављао многе веома важне административне дужности: секретар за олонију 1851, министар 1862-3. Вратио се у Енглеску 1871.